# ژامبیل (کوه)
ژامبیل (قزاقی: Жамбыл) یک کوه در کشور قزاقستان است.